# Wayne Lawrence Lobsinger

Bischofswappen von Wayne Lawrence Lobsinger

Wayne Lawrence Lobsinger (* 1. Dezember 1966 in der Regional Municipality Waterloo) ist ein kanadischer römisch-katholischer Geistlicher und Weihbischof in Hamilton.

## Leben
Wayne Lawrence Lobsinger nahm nach dem Abschluss der Oberschule im Jahr 1985 zunächst ein Studium an der Fakultät für Musik der Wilfrid Laurier University auf und trat ein Jahr später in das Priesterseminar ein. Er studierte Philosophie an der St. Jerome’s University in Waterloo Theologie am St. Peter’s Seminary in London, wo er mit einem Master of Divinity abschloss. Am 7. Mai 1994 empfing er durch Bischof Anthony Frederick Tonnos das Sakrament der Priesterweihe für das Bistum Hamilton.
Nach der Priesterweihe war er zunächst als Kaplan und Zeremoniar tätig. Von 2003 bis 2005 war er Pfarrer in Kincardine, anschließend sieben Jahre Pfarrer in Kitchener und seit 2012 Pfarrer in Waterdown. Neben der Pfarrseelsorge war er von 1992 bis 2016 geistlicher Begleiter der Legio Mariae im Bistum Hamilton und von 2005 bis 2012 Kaplan der Kolumbusritter in Kitchener. Von 2011 bis 2017 war er Vorsitzender des Priesterrates des Bistums, außerdem gehörte er der Personalkommission des Bistums und dem Konsultorenkollegium an. Seit 2014 war er Bischofsvikar für das geweihte Leben und seit 2016 Spiritual am St. Peter’s Seminary in London.
Am 21. November 2020 ernannte ihn Papst Franziskus zum Titularbischof von Gemellae in Numidia und zum Weihbischof in Hamilton. Der Bischof von Hamilton, David Douglas Crosby OMI, spendete ihm am 18. April des folgenden Jahres die Bischofsweihe. Mitkonsekratoren waren dessen Amtsvorgänger Anthony Frederick Tonnos und der emeritierte Weihbischof in Hamilton, Matthew Francis Ustrzycki.